# Ensaïmada
L'ensaïmada (au pluriel ensaïmades) est un dessert traditionnel et emblématique de l'île de Majorque, où il est élaboré et consommé depuis le XVIIe siècle. Il s'agit d'une pâtisserie sucrée, fermentée et cuite au four, élaborée avec de la farine, de l'eau, du sucre, des œufs, du levain et du saindoux (saïm, d'où le nom du plat).

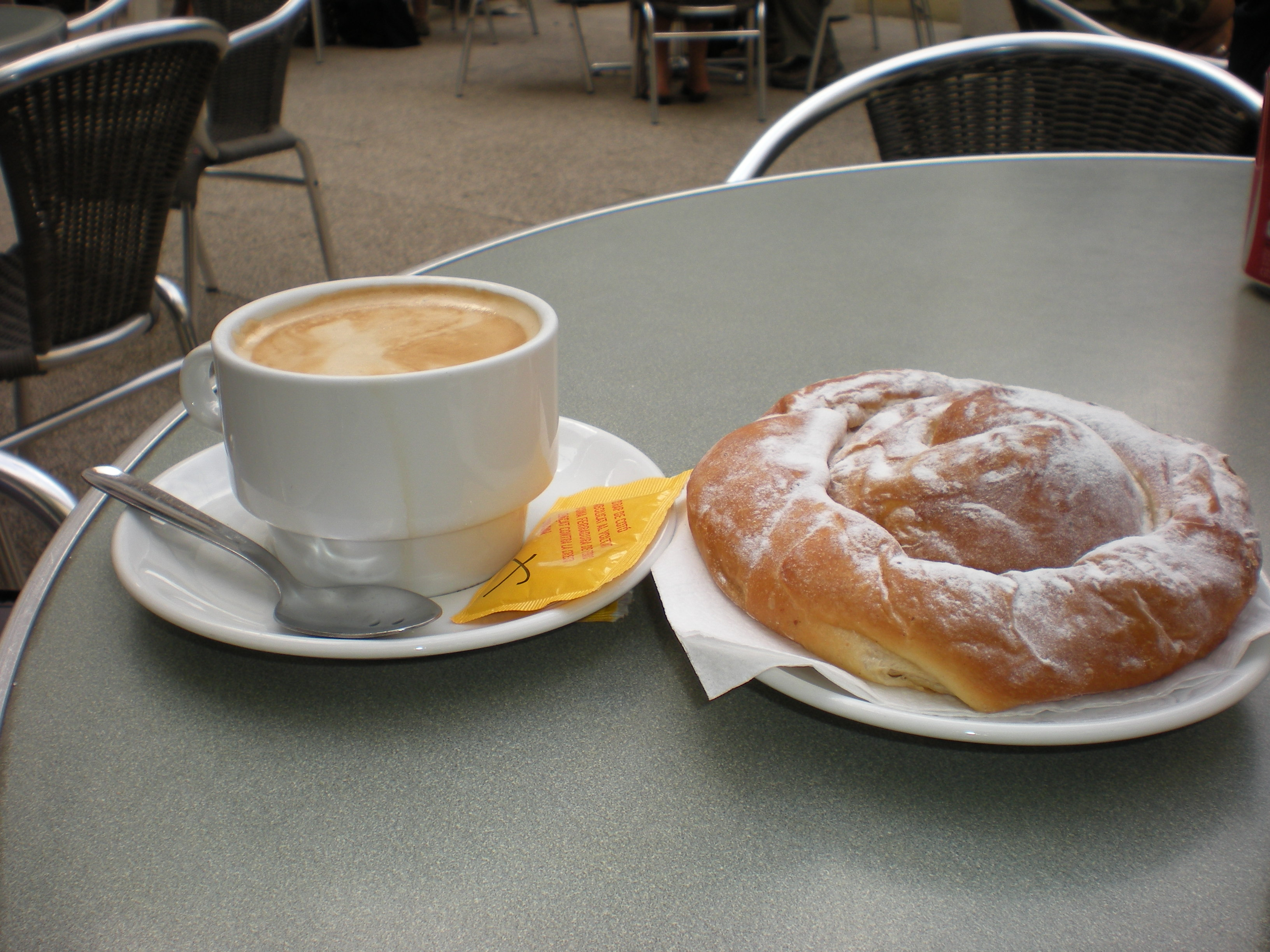
Café au lait avec une ensaïmada.

## Histoire
Les premières références écrites à l'ensaïmada majorquine remontent au XVIIe siècle. À cette époque, bien que l'utilisation principale de la farine de blé soit la fabrication du pain, il existe des documents dans lesquels les ensaïmada majorquines sont mentionnées comme étant fabriquées pour des fêtes et des célébrations.
Les références historiques montrent que l'ensaïmada de Majorque fait partie du patrimoine culturel et historique de Majorque et constitue sans aucun doute une référence dans la confiserie propre à l'île, qui conserve encore aujourd'hui toutes ses caractéristiques traditionnelles. L'ensaïmada de Mallorca est un produit typiquement artisanal, et l'expérience du boulanger est essentielle pour donner au produit ses caractéristiques. En 1854, l'homme d'affaires Garin a ouvert une boulangerie à Puerta del Sol (Madrid), appelée La Mallorquina, rendant cette friandise populaire dans la capitale.
Aujourd'hui, l'ensaïmada majorquine est le produit de confiserie par excellence auquel s'identifie l'île de Majorque, et elle jouit d'une grande reconnaissance sociale. En ce sens, l'activité touristique développée sur l'île a permis à ce produit d'acquérir une reconnaissance internationale.
L'ensaïmada de Mallorca, sur proposition de l'Associació de Forners i Pastissers de les Illes Balears, a obtenu une protection en tant qu'appellation spécifique en 1996 et en avril 2003. Le gouvernement des îles Baléares a approuvé le règlement, actuellement en vigueur, qui le reconnaît comme une Indication géographique protégée.

## Variants
L'ensaïmada lisa, sans aucun additif, hormis du sucre glace saupoudré, en est la version la plus courante pour les ensaïmades individuelles.
En revanche, les ensaïmades pour plusieurs personnes sont le plus souvent fourrées :
- amb cabell d'àngel : ensaïmada fourrée de « cheveux d'ange », confiture de filaments de chair de courge ; l'ensaïmada amb cabell d'àngel est la version officielle de cette pâtisserie, bénéficiant d'une appellation d'origine contrôlée (AOC) ;
- amb crema : fourrée à la crème ;
- amb sobrassada : fourrée de soubressade, charcuterie typique de Majorque ;
- aux abricots, au chocolat, au turrón, etc.

L'ensaïmada constitue un souvenir typique que les voyageurs rapportent à leurs proches après leur visite de l'île, dans la mesure où il est extrêmement difficile d'en trouver ailleurs, étant donné le caractère artisanal de la production et le caractère local des ingrédients.

## Indication géographique protégée[2]
La dénomination « Ensaïmada de Mallorca » a été protégée en tant qu'appellation d'origine en 1996 et le gouvernement des îles Baléares a adopté en avril 2003 le décret sur l'ensaïmada actuellement en vigueur, qui contient les exigences relatives au produit pour lequel l'appellation d'origine protégée peut être utilisée.
Le texte suivant est une traduction libre de l'ordonnance sur l'ensaïmada (décret du gouvernement autonome des Baléares no 41/2003). Il existe deux types d'ensaïmadas de Majorque, les fourrées et les non fourrées :
- ensaïmada de Mallorca, nom donné à la pâtisserie non fourrée. Les ingrédients sont les suivants : fécule, sucre, œufs, levain et saindoux ;
- ensaïmada de Majorque aux cheveux d'ange (ensaïmada de cabell d'àngel) dont les ingrédients sont les mêmes que pour la non fourrée, mais qui est en plus fourrée aux « cheveux d'ange », une confiture de potiron sucrée.

Les deux types d'ensaïmada de Majorque peuvent être saupoudrés de sucre glace une fois terminés.
Les emballages dans lesquels sont commercialisées les ensaimades couvertes par l'indication géographique protégée portent le sceau de garantie et/ou la contre-étiquette du conseil régulateur, numérotés et délivrés par ce dernier. Ils sont traditionnellement de forme octogonale et fabriqués en carton.